# أوساسكو (بيمنتة)
أوساسكو هي بلدية في مدينة تورينو الحضرية، في منطقة بيمنتة الإيطالية، وتقع على بعد حوالي 35 كيلومتر (22 ميل) جنوب غرب تورينو .
تقع أوساسكو على حدود البلديات التالية: بينيرولو ، سان سيكوندو دي بينيرولو ، بريشيراسيو ، وجارزيجليانا .